# Джордан Мелоун
Джордан Мелоун  (англ. Jordan Malone, 20 квітня 1984) — американський ковзаняр, що спеціалізується на шорт-треку, олімпійський медаліст.

## Виступи на Олімпіадах
| Олімпіада     | Дисципліна      | Місце  |
| ------------- | --------------- | ------ |
| Ванкувер 2010 | 500 м           | 29     |
| Ванкувер 2010 | 1500 м          | участь |
| Ванкувер 2010 | естафета 5000 м | 3      |

## Зовнішні посилання
- Досьє на sport.references.com [Архівовано 14 вересня 2011 у Wayback Machine.]